# 브랜트 바워스
브랜트 바워스(Brant Bowers, 1971년 5월 2일 ~ )는 미국의 전 야구 선수이자, 전 KBO 리그 현대 유니콘스의 외국인 선수이며 용병제 도입 첫 해인 1998년 타율 0.317 26홈런 97타점을 기록하여 한국시리즈 우승에 큰 공헌을 하여 같은 해 시즌 후  구단이 재계약 방침을 세웠으나 금액 문제로 협상에 난항을 겪다가 현대와 결별한 쿨바 대신 3루수 요원으로 데려왔지만 전지훈련 때부터 수비와 타격에 문제를 드러내더니 정규시즌에서도 성적 부진을 면치 못해 시즌 도중 퇴출된 카날리의 대체 선수로 들어왔으나 이렇다할 활약을 그치지 못한 데다 팀도 포스트시즌 진출에 실패하자 1999년 시즌 후 고국으로 돌아갔다.